# Marianne Auenbrugger
Marianna Auenbrugger, född 19 juli 1759 i Wien, död 25 augusti 1782, var en österrikisk pianist och kompositör. Hon var högt respekterad som musiker under sin samtid. 
Hon var dotter till läkaren Leopold Auenbrugger och elev till Joseph Haydn och Antonio Salieri. Haydn dedikerade 1780 sex sonatas till henne och hennes syster (Hob XVI :35-39 och 20). Vid hennes död publicerade Salieri hennes komposition av sonata för  klaviaturinstrument. 